# Air data computer

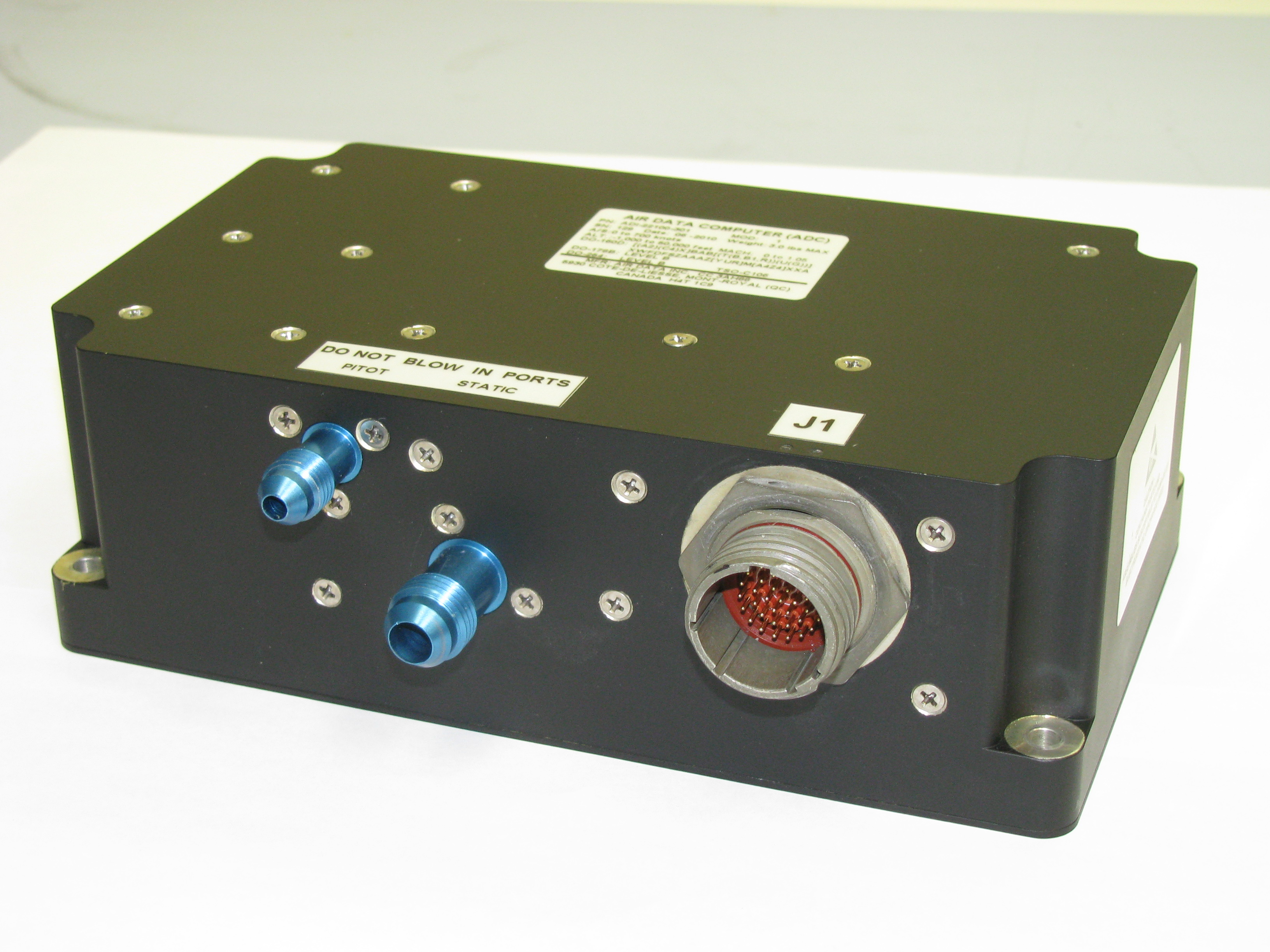
Un air data computer

L'air data computer (ADC) è una componente essenziale dell'avionica che si trova nei moderni glass cockpit. Questo computer, invece dei singoli strumenti, è in grado di determinare la velocità calibrata dell'aeromobile, il numero di Mach, l'altitudine, e la variazione di altitudine per mezzo dei dati forniti dai sensori, quali il sistema pitot-statico, i giroscopi, il GPS e gli accelerometri. In alcuni velivoli ad altissima velocità, come lo Space Shuttle, viene calcolata la velocità equivalente invece della velocità calibrata.
Negli aeromobili Airbus, l'air data computer era associato con l'altitudine e la navigazione in una singola unità denominata Air data inertial reference unit (ADIRU) che diventa un componente essenziale ma comunque ridondante per la complessità ed i possibili errori nell'interazione con i computer di volo costituendo il sistema integrato Air data inertial reference system (ADIRS). Ciò è stato sostituito con il Global Navigation Air Data Inertial Reference System (GNADIRS) della Northrop Grumman.